# Spider-Man (tokusatsu)
Spider-Man (スパイダーマン, Supaidāman) is een Japanse tokusatsuserie geproduceerd door Toei Company in 1978. De serie is losjes gebaseerd op de Marvel Comics superheld Spider-Man.
De serie was een onderdeel van een deal die Marvel had gemaakt met Toei. De deal hield in dat gedurende vier jaar Toei al Marvels strippersonages mocht gebruiken voor wat voor serie dan ook.

## Inhoud
De serie had qua verhaal helemaal niets te maken met de Spider-Man strips van Marvel. Het enige dat werd overgenomen waren Spider-Mans naam, kostuum en zijn bekendste superkrachten. Vreemd genoeg had de serie eveneens niets te maken met de Spider-Man manga die op dat moment in Japan werd uitgegeven.
De serie had een enorme invloed op latere Tokusatsu series en anime series. Zo werd in deze serie het concept van een superheld die een enorme robot tot zijn beschikking had om dezelfde vijand tweemaal te bevechten geïntroduceerd. Series over helden met een enorme robot bestonden al langer, maar nog niet eerder werden deze gecombineerd met een superheld die ook zelf vijanden bevecht. Mede dankzij het succes van de serie is dit inmiddels een vast onderdeel geworden van alle Super Sentai series.

## Verhaal
De jonge motorracer Takuya Yamashiro ziet op een dag een UFO neerstorten. Deze UFO is in werkelijkheid een gevechtsschip genaamd de "Marveller". Takuya's vader Dr. Hiroshi Yamashiro, een ruimte archeoloog, onderzoekt het schip.
Aan boord van de Marveller ontmoet Takuya een man genaamd Galia. Galia is de laatste overlevende van de planeet Spider, die geheel is leeggeplunderd door Professor Monster en zijn leger: het Iron Cross Army (Tetsu-Jyuuji-Gun). Dit leger wil het universum veroveren en heeft het nu op de Aarde voorzien. Galia injecteerd Takuya met een speciaal spinextract wat hem superkrachten geeft. Hij geeft Takuya ook een metalen armband waarmee hij een speciaal kostuum kan oproepen en webben kan afschieten.
Met dit extract en het pak wordt Takuya Spider-Man, en vecht tegen het Iron Cross leger. In zijn strijd maakt hij o.a. gebruik van de Marveller zelf, die kan veranderen in de enorme robot Leopardon.

## Cast
- Takuya Yamashiro/Spider-Man : Shinji Toudou
- Professor Monster : Mitsuo Ando
- Niiko Yamashiro : Izumi Ooyama
- Hitomi Sakuma : Rika Miura
- Amazone : Yukie Kagawa

## Afleveringen
1. 復讐の時は来たれり! 撃て鉄十字団!!
Fukushū no Toki wa Kitareri! Ute Tetsu Jūji Dan!!/The Time of Revenge Has Come! Beat Down Iron Cross Group!!
2. 怪奇の世界! 宿命に生きる男
Kaiki no Sekai! Shukumei ni Ikiru Okoto/Mysterious World! The Man Lives to Fate
3. 怪盗001vsくも男
Kaitō Daburu-Ō Wan Tai Kumo Otoko/Mysterious Thief 001 VS. Spider-Man
4. 恐怖の半魚人! 奇蹟を呼ぶ銀の糸
Kyōfu no Han Kyojin! Kiseki o Yobu Gin no Ito/The Terrifying Half Merman! Calling the Miracle Silver Thread
5. 激突マシンGP-7! 兄弟の誓い
Gekitotsu Mashin Jī-Pī-Sebun! Kyōdai no Chikai/Crash Machine GP-7! The Oath Siblings
6. 戦慄の実験室! 悪魔のモンスター教授
Senritsu no Shikkenshitsu! Akuma no Monsutā Kyōshu/Shuddering Laboratory! Devilish Professor Monster
7. 恐ろしきヒット曲! 歌って踊る殺人ロック
Osoroshiki Hitto Kyoku! Katte Odoru Satsujin Rokku/Fearful Hit Tune! Song Dancing Murder Rock
8. 世にも不思議な昔ばなし 呪いの猫塚
Yo ni mo Fushigi na Mukashi ba Nashi Noroi no Neko Chō/Once Upon a Time in the Mysteriousless World: The Cursed Cat Mound
9. 動くアクセサリーは恋のカブト虫スパイ
Ugoku Akusesarī wa Koi no Kabuto Mushi Supai/Motion Accessory is a Loveful Beetle Insect Spy
10. 炎地獄にへび女の涙を見た
Honō Jigoku ni Hebi Onna no Namida o Mita/To the Flaming Hell: See the Tears of the Snake Woman
11. モンスター教授のウルトラ毒殺
Monsutā Kyōshu no Urutora Dokusatsu/Professor Monster's Ultra Poisoning
12. 華麗なる殺人マシーンへの変身
Karei Naru Satsujin Mashīn e no Henshin/Becoming Splendid: To the Murderous Machine of Transformation
13. ドクロ団対悪魔の霊柩車
Dokuro Dan Tai Akuma no Reikyūsha/The Skull Group VS. The Devilish Hearse
14. 父に捧げよ 戦えぬ勇者の歌を
Chichi ni Sasage yo Tatakae nu Yūsha no Uta o/Giving Father! Fight to the Song of the Hero
15. ぼくたちの命の約束
Boku tachi no Inochi no Yakusoku/The Life of Our Arrangement
16. 名犬よ 父のもとへ走れ
Meiken yo Chichi no moto e Hashire/Fine Dog! Run to the Under of Father
17. プロレスラー サムソンの涙
Puro Resurā Samuson no Namida/Pro Wrestler Samson's Tears
18. 母の胸に甦る少年
Haha no Mune ni Yomigaeru Shōnen/In the Mother's Chest: Resurrect The Young Boys
19. まぼろしの少年 地図にない村
Maboroshi no Shōnen Chizu ni nai Mura/The Boy Phantom: To the Villageless Map
20. 謎が謎を呼ぶ私の出生の秘密
Nazo ga Nazo o Yobu Watashi no Shuushō no Himitsu/Riddle: Calling the Riddle of My Secret Birth
21. 大空に散る父の愛
Ōzora ni Chiru Chichi no Ai/Fall to the Great Skies: Father's Love
22. 暗い運命に泣け 父と子
Kurai Unmei ni Nake Chichi to Ko/Shedding Tears to the Dark Fate: Father and Child
23. 家なき子たちに愛の学園を
Ienakiko Tachi ni Ai no Gakuen o/To the Love Academy of the Homeless Children
24. ゴキブリ少年大戦争
Gokiburi Shōnen Dai Sensō/Cockroach Boy: Great War
25. 秘宝と犬と複成人間
Hihō to Inu to Fuku Sei Ningen/Treasure, Dog, and Double Grow Human
26. 絶対ピンチのにせものヒーロー
Zettai Pinchi no Nise mono Hīrō/To the Absolute Crisis: The Imitation Hero
27. さらば戦友 愛しのセパード
Saraba Sen'yū Itoshi no Sepādo/Farewell War Buddy: Beloved German Shepard
28. 駅前横町の少年探偵団
Ekimae Yokochō no Shōnen Tantei Dan/The Front of the Alley: Boys' Detective Group
29. 急げGP-7 時間よ止まれ
Isoge Jī-Pī-Sebun Jikan yo Tomare/Hurry, GP-7: Time of Stop Sign
30. ガンバレ美人おまわりさん
Ganbare Bijin Omawarisan/Good Luck, Beautiful Police Officer
31. 明日なき子連れ刑事
Ashita naki Kotsure Keiji/There is no Child-Taking Detective Tomorrow
32. 甘くささやく妖女
Amaku Sasaku Yōjo/Sweet Whispering Enchantress
33. 男の子をイビる野性の凄い少女
Otokonoko o Ibiru Yasei no Sugoi Shōjo/The Boy Teases the Horrible Wild Girl
34. びっくりカメラ殺人事件
Bikkuri Kamera Satsujin Jiken/Surprising Camera: Murderous Event
35. 秘境アマゾンから来たミイラ美女
Hikyō Amazon Kara Kita Mīra Bijo/From the Unexplored Amazon: Here Comes the Mummified Beautiful Woman
36. たまねぎ鉄仮面と少年探偵団
Tamanegi Gin Kamen to Shōnen Tantei Dan/The Onion Silver Mask and the Boys' Detective Group
37. 地獄からの密使 えん魔大王
Jigoku Kara no Missha Enma Daiō/From the Secret Messenger of Hell: Great King Enma
38. ブリキの一番星と少年探偵団
Buriki no Ichibanboshi to Shōnen Tantei Dan/The First Tin Plate Evening Star and the Boys' Detective Group
39. 格闘技世界一大会
Kakutōki Sekai Ichidai Kai/Sports World: One Great Meeting
40. さらばゼロ戦の謎
Saraba Zero Sen no Nazo/Farewell Zero Battle Tricks
41. 輝け熱血の勇者
Kagayake Nekketsu no Yūsha/The Hero's Shining Hot Blood

## Trivia
- De Marvel/Toei deal waardoor deze serie gemaakt kon worden resulteerde ook in het maken van de serie Battle Fever J (1979), wat niet alleen een Super Sentai serie was maar ook een Japanse versie van Captain America.

- De naam van de UFO, Marveller, is duidelijk een referentie naar Marvel Comics.

- Bedenkers Tôru Hirayama en Susumu Yoshikawa waren oorspronkelijk van plan Spider-Mans oorsprong in de serie zo getrouw mogelijk de houden aan de strips. Bandai, een van de sponsors, dwong hen echter een enorme robot te gebruiken in de serie aangezien die op dat moment een rage waren in Japan. Om die reden wijzigden Hirayama en Yoshikawa eveneens Spider-Mans oorsprong.

- Toei's budget voor de special effects in de serie raakte uitgeput rond aflevering 5. Na aflevering 10 kon er zelfs geen nieuw beeldmateriaal meer worden gefilmd van de robot Leopardon, en werd dus oud beeldmateriaal hergebruikt. Er gaan echter geruchten dat dit niets te maken had met budget tekort, maar dat het kostuum van de robot was gestolen.